# Hyphantrophaga sellersi
Hyphantrophaga sellersi är en tvåvingeart som först beskrevs av Curtis W. Sabrosky 1983.  Hyphantrophaga sellersi ingår i släktet Hyphantrophaga och familjen parasitflugor. Inga underarter finns listade i Catalogue of Life.